# Канопацкая, Анна Анатольевна
А́нна Анато́льевна Канопа́цкая (бел. Ганна Анатолеўна Канапацкая; род. 29 октября 1976, Минск) — белорусский политик, предприниматель, юрист. Депутат Палаты представителей Национального собрания Республики Беларусь VI созыва (2016—2019 гг.), кандидат в президенты Республики Беларусь на выборах 2020 года и 2025 года.

## Биография
Родилась 29 октября 1976 года в г. Минск. Отец, Анатолий Труханович, первый официальный долларовый миллионер в Белоруссии. У неё есть младшая сестра Дарья.
Имеет высшее образование, юридический факультет Белорусского государственного университета по специальности «Правоведение».
Работала директором ООО «Гринрей», которое оказывает юридические услуги.
Свободно владеет английским, русским и белорусским языками.

## Общественно-политическая деятельность
Анна Канопацкая позиционирует себя как оппозиционный политик правящему режиму Лукашенко.
Член Объединённой Гражданской партии (ОГП) с 1995 по 2019 год. С 2013 по 2016 года председатель минской городской организации ОГП. С сентября 2016 года — член Политсовета партии, в рамках которого возглавляла комиссию по работе с предпринимателями.
Участвовала в выборах депутатов Палаты представителей Национального собрания Республики Беларусь пятого созыва в 2012 году и выборах депутатов местных Советов депутатов Республики Беларусь двадцать седьмого созыва в 2014 году.
На Парламентских выборах 2016 года 11 сентября Канопацкая избрана депутатом Палаты представителей по Октябрьскому избирательному округу № 97 города Минска.
Член Постоянной комиссии по экономической политике. Член делегации Национального собрания Республики Беларусь по осуществлению контактов с Парламентской ассамблеей Совета Европы. Член рабочих групп Национального собрания Республики Беларусь по сотрудничеству с Парламентом Государства Кувейт, Парламентом Королевства Марокко, Парламентом Республики Сингапур, Парламентом Республики Словении.
Канопацкая была ответственной за подготовку проекта Закона Республики Беларусь «О внесении изменений и дополнений в некоторые законы Республики Беларусь по вопросам государственно-частного партнёрства» в постоянной комиссии Палаты представителей по экономической политике.
26 января 2017 года Канопацкая провела брифинг для журналистов средств массовой информации по итогам заседания комиссии Парламентской ассамблеи Совета Европы по политическим вопросам и демократии, которое состоялось 24 января в рамках зимней сессии этой организации в Страсбурге (Франция).
27-28 июня 2017 года Канопацкая приняла участие в парламентских слушаниях в Европарламенте в Брюсселе по ситуации в Белоруссии, за что была лишена оплаты рабочих дней.
9-10 декабря 2019 года Канопацкая вместе с белорусской делегацией посетила штаб-квартиру НАТО в рамках программы «Партнёрство ради мира».
Будучи депутатом парламента, Канопацкая выступала за разрыв договора о союзном государстве с Россией и критиковала тогдашнего посла РФ в Белоруссии.
Привлекалась к административной ответственности за акцию солидарности с политзаключёнными.

## Участие в Президентских выборах 2020 года
12 мая 2020 года Анна Канопацкая выдвинулась в кандидаты на пост президента Республики Беларусь.
20 мая зарегистрировала инициативную группу из 1314 человек.
10 июня сообщила, что ей удалось собрать необходимые для регистрации кандидатом 100 тысяч подписей.
Вплоть до 29 июня заявляла о подаче в ЦИК 110 тысяч подписей, однако 30 июня ЦИК сообщил, что после всех проверок у Канопацкой осталось 146 588 действительных подписей.
18 июля 2020 отказалась участвовать в теледебатах, сделав заявление: «Как опытный и состоявшийся политик я не имею ни права, ни желания состязаться с заведомо более слабыми оппонентами. Мне вскоре ещё страной руководить».
Анна Канопацкая была единственным из зарегистрированных кандидатов в президенты, кто, по данным на 20 июля, не планировал проводить встречи с избирателями.
26 июля 2020 года Канопацкая заявила что в её адрес, а также её детей и доверенных лиц в ходе нынешней избирательной кампании поступают угрозы, она приняла решение отказаться от проведения уличных пикетов. По её словам, действующая власть, сосредоточенная на борьбе с инакомыслием и протестными настроениями, не способна защитить кого-то, кроме себя, что делает уличную агитацию небезопасной.
28 июля 2020 года Анна Канопацкая в своей предвыборной программе заявила, только исключительно национальные интересы должны лежать в основе её внешней политики. Канопацкая предлагает двигаться по европейскому пути, она выступает за реализацию закрепленного в конституции стремления к государственному нейтралитету, а также пересмотреть все подписанные ранее международные договоры, которые не соответствуют национальным интересам Белоруссии.
По предварительным данным ЦИК, на выборах 9 августа Канопацкая получила 1,68 % голосов избирателей, всего около 98 тыс. голосов.
12 августа 2020 года Анна Канопацкая подала в Верховный суд жалобу на решение Центризбиркома по итогам выборов главы государства. По мнению Канопацкой, основанием для непризнания итогов является грубое нарушение положений Конституции Республики Беларусь и Избирательного кодекса при назначении и проведении выборов.
После выборов заявила о намерении создать партию.

## Участие в Президентских выборах 2025 года
31 октября 2024 года в Центральную избирательную комиссию (ЦИК) Беларуси были поданы документы о регистрации инициативой группы Анны Канопацкой. 4 ноября группа была зарегистрирована, а 23 декабря ЦИК зарегистрировал Анну Канопацкую кандидатом в Президенты.
1 января 2025 года Анна Канопацкая опубликовала свою предвыборную программу.

## Критика
Аналитик Белорусского института стратегических исследований Вадим Можейко считает, что на выборах Анна Канопацкая конкурирует не с действующим президентом Лукашенко, а с другими альтернативными кандидатами. По мнению Можейко, тактика Канопацкой «ругать не столько действующую власть, как всех остальных претендентов».
28 июля 2020 года Анна Канопацкая опубликовала на своей странице в Facebook обращение к Светлане Тихановской, в котором обвинила Светлану в том, что та хочет препятствовать Анне продолжать участвовать в избирательной кампании. В конце обращения Анна пригрозила тем, кто вышел на её, юридическое, поле, что будет «отвечать сообразно».

## Личная жизнь
По состоянию на август 2020 года, Анна Канопацкая давно в разводе, имеет двух детей — 21-летнего сына Алексея (студент экономического факультета Белорусского государственного университета) и 18-летнюю дочь Анастасию (учится в Австрии).